# Дом-музей В. И. Ленина (Ульяновск)
Дом-музей Владимира Ильича Ленина — самый первый и единственный ленинский музей в истории России, открытый при жизни В. И. Ульянова (Ленина) 10 декабря 1923 года, расположенный в городе Ульяновск, на улице Ленина, дом 70. С 1960 года — объект культурного наследия федерального значения.

## Описание музея
Дом-музей В. И. Ленина — мемориальный, он воссоздаёт бытовые условия семьи Ульяновых. Обстановка дома, в том числе подлинные вещи, детали быта — всё это помогает яснее понять влияние, оказанное семьёй на формирование личности Ленина как человека и революционера.
В экспозициях Дома-музея В. И. Ленина представлены подлинные документы, ксерокопии, справки, книги, фотографии, литературные источники.

## Предыстория
Дом на Московской улице (ныне улица Ленина) был приобретён в результате сделки между М. А. Ульяновой и Екатериной Петровной Молчановой, вдовой титулярного советника 4 августа 1878 г. Именно в этом, единственном собственном доме семьи Ульяновых, прошли важные для них годы. Илья Николаевич Ульянов, отец семейства — директор народных училищ Симбирской губернии, действительный статский советник, внёс огромный вклад в развитие системы образования губернии. В этом доме произошло становление личности Владимира Ульянова — революционера, политика, кардинально изменившего ход истории XX века. Здесь Ульяновы пережили потери и трагедии — в 1886 году скончался отец И. Н. Ульянов, в 1887 году — казнён старший сын А. И. Ульянов, первым ступивший на путь революции и протеста. 
В 1906 году на территории большого сада выходивший на Покровскую улицу (ныне улица Льва Толстого), по проекту архитектора Августа Шодэ, был выстроен двухэтажный каменный дом-особняк барона Х. Г. Штемпеля, в 1941—1969 годах — Ульяновский филиал Центрального музея В. И. Ленина, ныне «Музей изобразительного искусства XX-XXI вв.», филиал Ульяновского областного художественного музея. 

## История создания музея
10 ноября 1918 года на доме Ульяновых была установлена мемориальная доска. 
28 февраля 1923 года на заседании Губисполкома принимается решение о национализации дома, а в нём открыть Симбирский историко-революционный музей имени В. И. Ленина.
В октябре 1925 года музей переведён в ведение Главного управления научными и музейными учреждениями (Главнаука) Народного комиссариата просвещения РСФСР.
В марте 1928 года была создана реставрационная комиссия по созданию мемориального музея из 9 человек под руководством В. Н. Алексеева. В неё вошли: зав. естественно-историческим музеем П. Я. Гречкин, зав. художественным музеем А. Н. Остроградский, инженеры И. П. Суханов и Ф. Е. Вольсов, педагог В. В. Кашкадамова и др. Состав комиссии менялся, так в октябре 1928 г. в неё вошёл Д. И. Архангельский. В. Н. Алексеева сменил А. Т. Дворцов, а потом Д. М. Тайнов, ставший первым заведующим Домом-музеем. Комиссия работала в контакте с членами семьи Ульяновых и людьми, помнившими их по жизни в Симбирске: няней Ульяновых М. М. Павловой, учителем Н. П. Охотиным и др. В сентябре 1928 г. в Ульяновск приезжали М. И. Ульянова и Н. К. Крупская. Почётным членом комиссии стала А. И. Елизарова-Ульянова. Летом 1929 г. она приезжала в Ульяновск, дала указания по реставрации и подарила вещи, принадлежавшие членам семьи. Большой вклад в восстановление дома внёс представитель Главнауки архитектор Д. П. Сухов. Пять месяцев комиссия собирала материалы о доме и его обстановке, определяла задачи. 2 сентября 1928 года начались работы по реставрации. 6 ноября 1929 года на городском торжественном заседании, посвященном 12-й годовщине Октябрьской революции, было объявлено об открытии Ульяновского Дома-музея В. И. Ленина. На открытие музея приехали члены семьи Ульяновых: А. И. Ульянова-Елизарова, Н. К. Крупская, Дмитрий Ильич и Мария Ильинична Ульяновы. Кроме того прибыли: нарком просвещения А. С. Бубнов, зам. Главнауки А. А. Вольтер, представители института и музея Ленина, председатель Главнауки Наркомпроса РСФСР П. Н. Лепешинский и зав. музеем Ленина при институте Ленина (будущий ЦМЛ) Н. И. Плюснина.

## Статус и признание музея
Постановлением Совета Министров РСФСР от 30.08.1960 г. № 1327 «О дальнейшем улучшении дела охраны памятников культуры в РСФСР», Дом, в котором жила семья Ульяновых в 1878—1887 гг. Дом — мемориальный музей В. И. Ленина, получил статус объект культурного наследия города Ульяновска федерального значения.
27 декабря 1973 года, указом Президиума Верховного Совета СССР: «За большую работу по пропаганде ленинских идей, коммунистическому воспитанию трудящихся на примере жизни и деятельности В. И. Ленина наградить Дом-музей В. И. Ленина в гор. Ульяновске орденом Октябрьской Революции».
В 2024 году Дом-музей Ленина в Ульяновске вошёл в число лучших музеев России.

## Посетители музея
За прошедшие сто лет со дня открытия дом-музей посетило более 14 млн человек из 100 стран. Он не закрывался даже в годы Великой Отечественной войны. В разные годы экскурсантами музея были: Г. Гай (1918, 1933), Эдмондо Пелузо, Клара Цеткин (1925), секретарь ЦК ВКП(б) А. А. Андреев (1938), писатель С. В. Михалков (1950), маршал И. И. Якубовский (1969), итальянский писатель Джанни Родари (1969), космонавт Герман Титов (1970), генсек ЦК КПСС Л. И. Брежнев (1970), космонавт Валентина Терешкова (1970), космонавт Андриян Николаев (1970), М. С.  Соломенцев (1973), Вячеслав Тихонов (1974), Дж. Олдридж (1975), Тодор Живков (1977), А. Н. Косыгин (1978), В. В. Гришин (1978), Я. П. Рябов (1978), космонавт Павел Попович (1981), президент ЧССР Густав Гусак (1982).

## Галерея

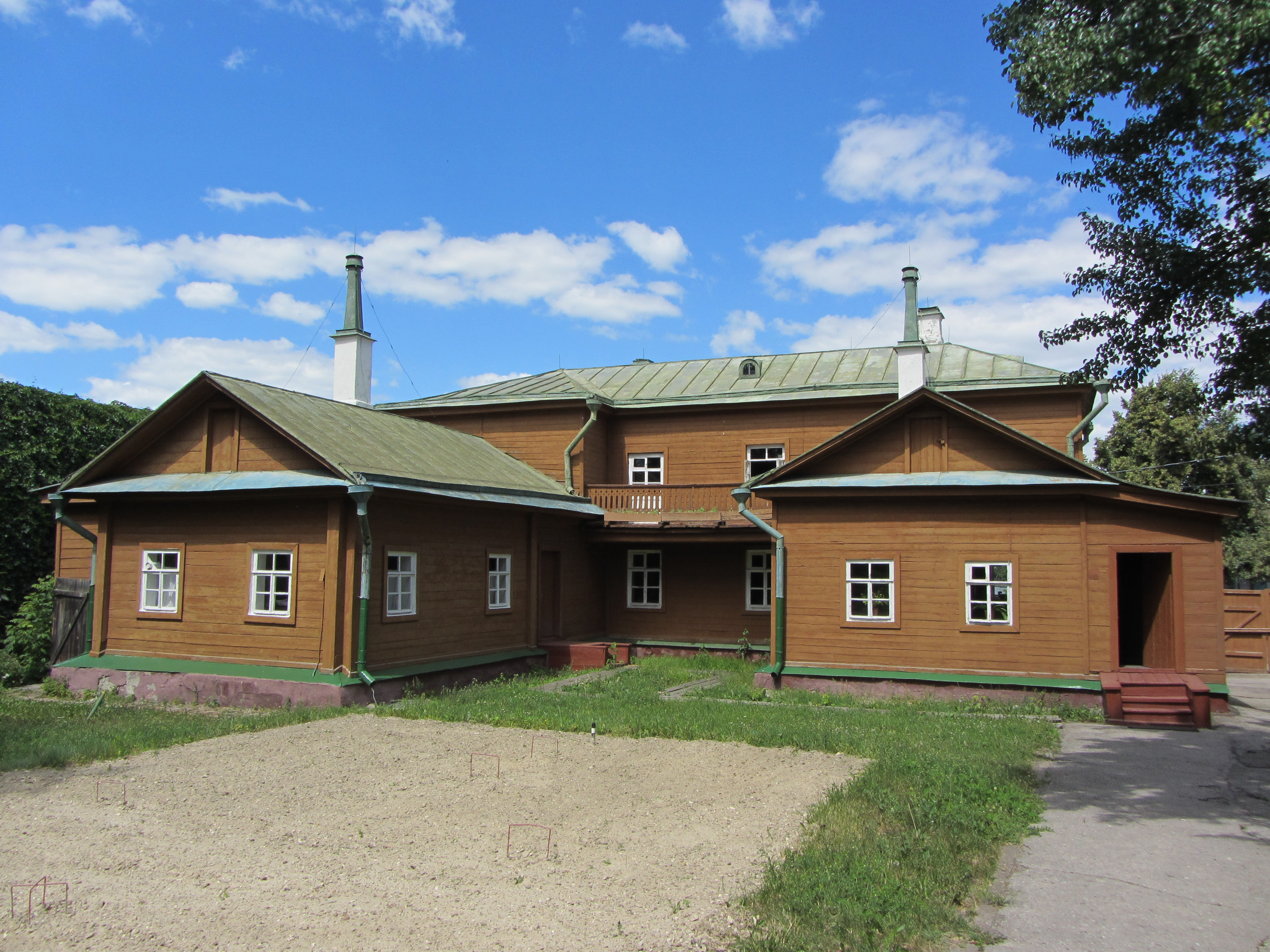
Во дворе Дома-музея.
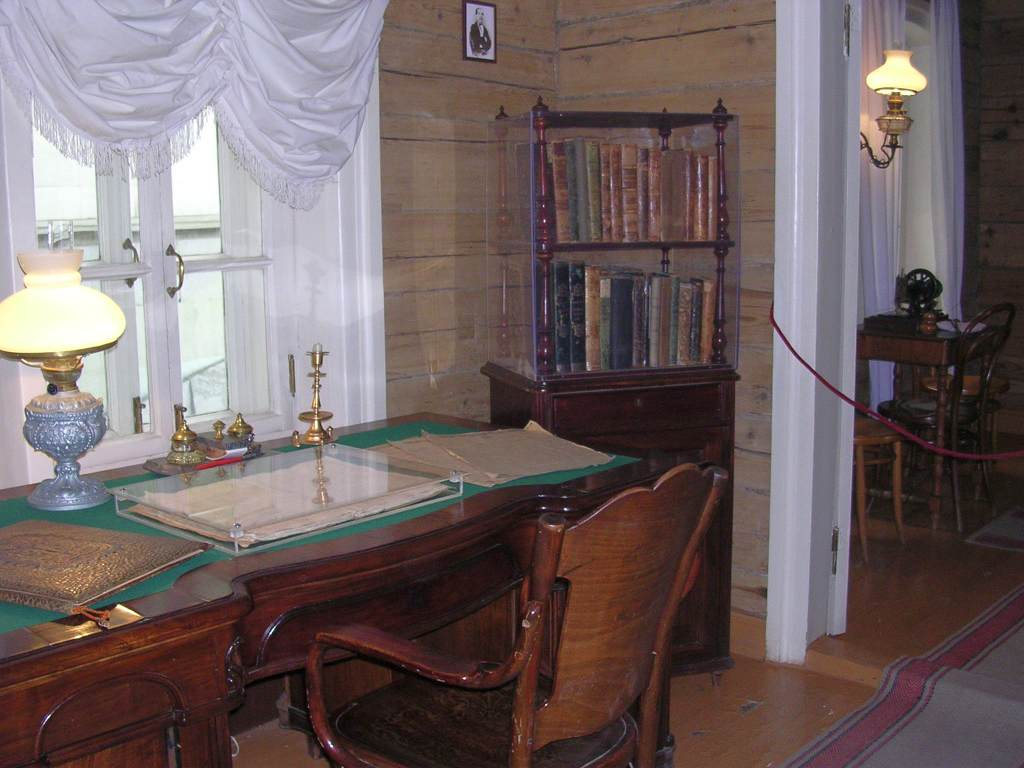
Кабинет И. Н. Ульянова.
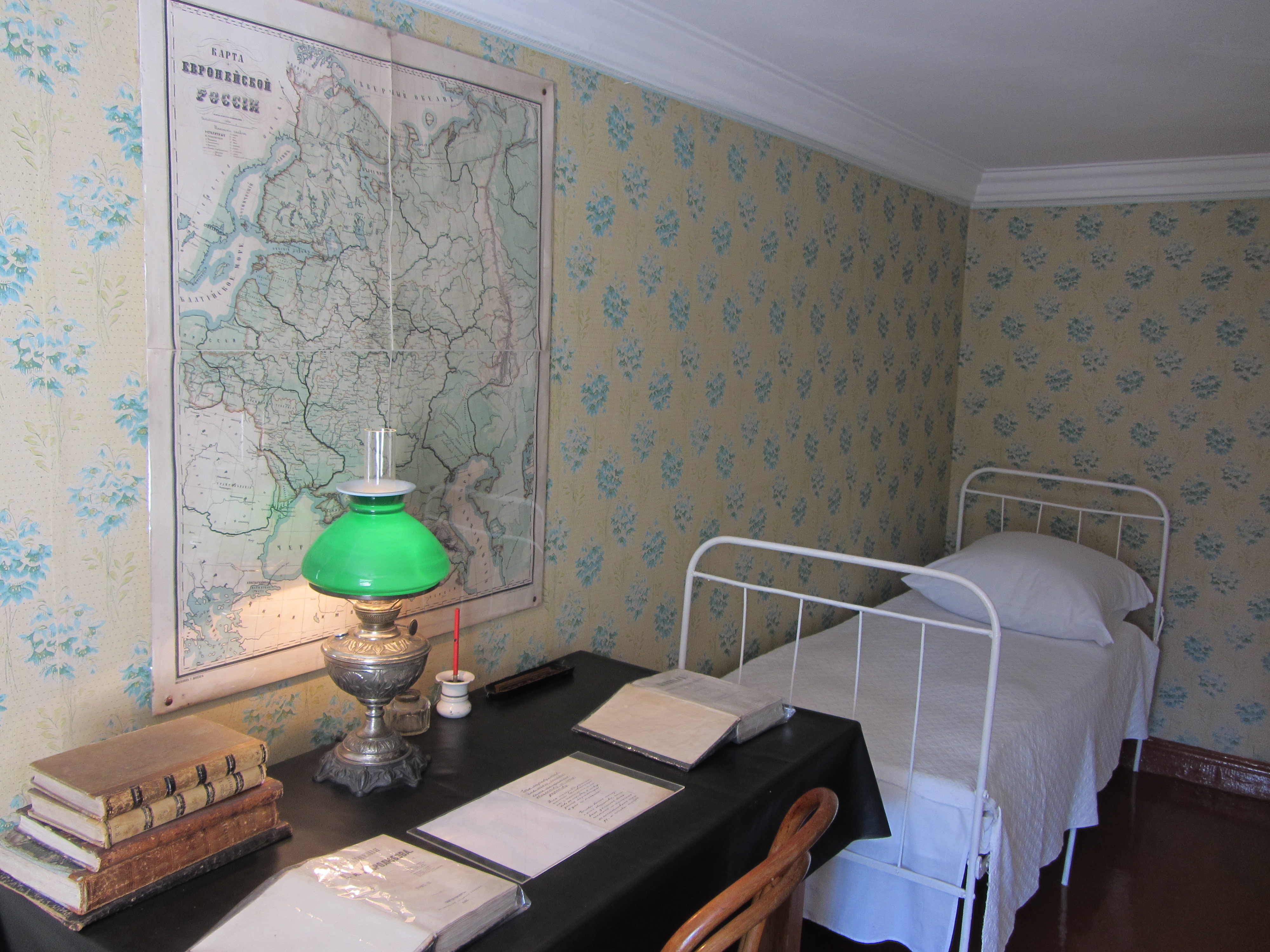
Комната Александра Ульянова.
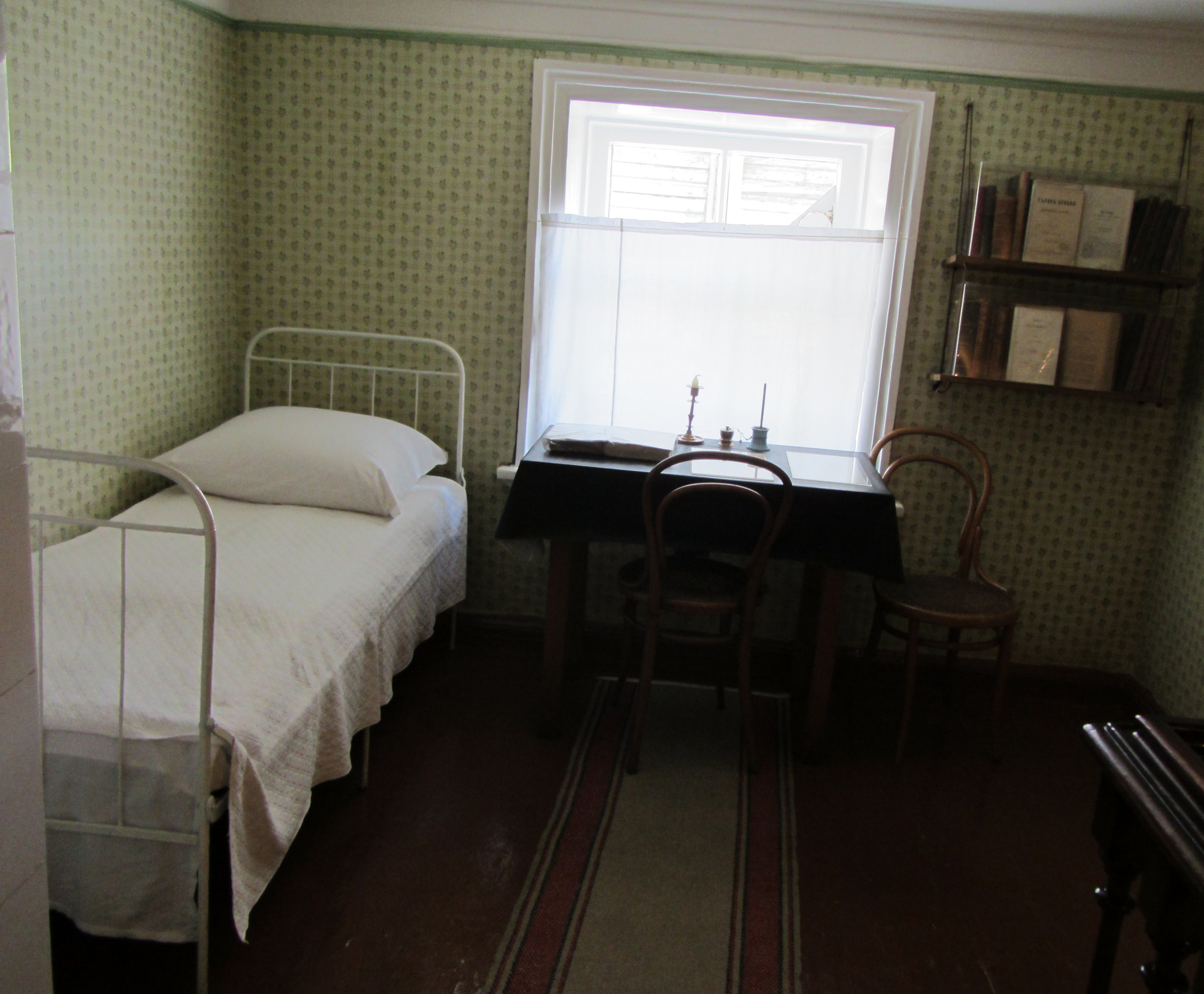
Комната В. И. Ленина, в которой он прожил с 1878 по 1887 год.
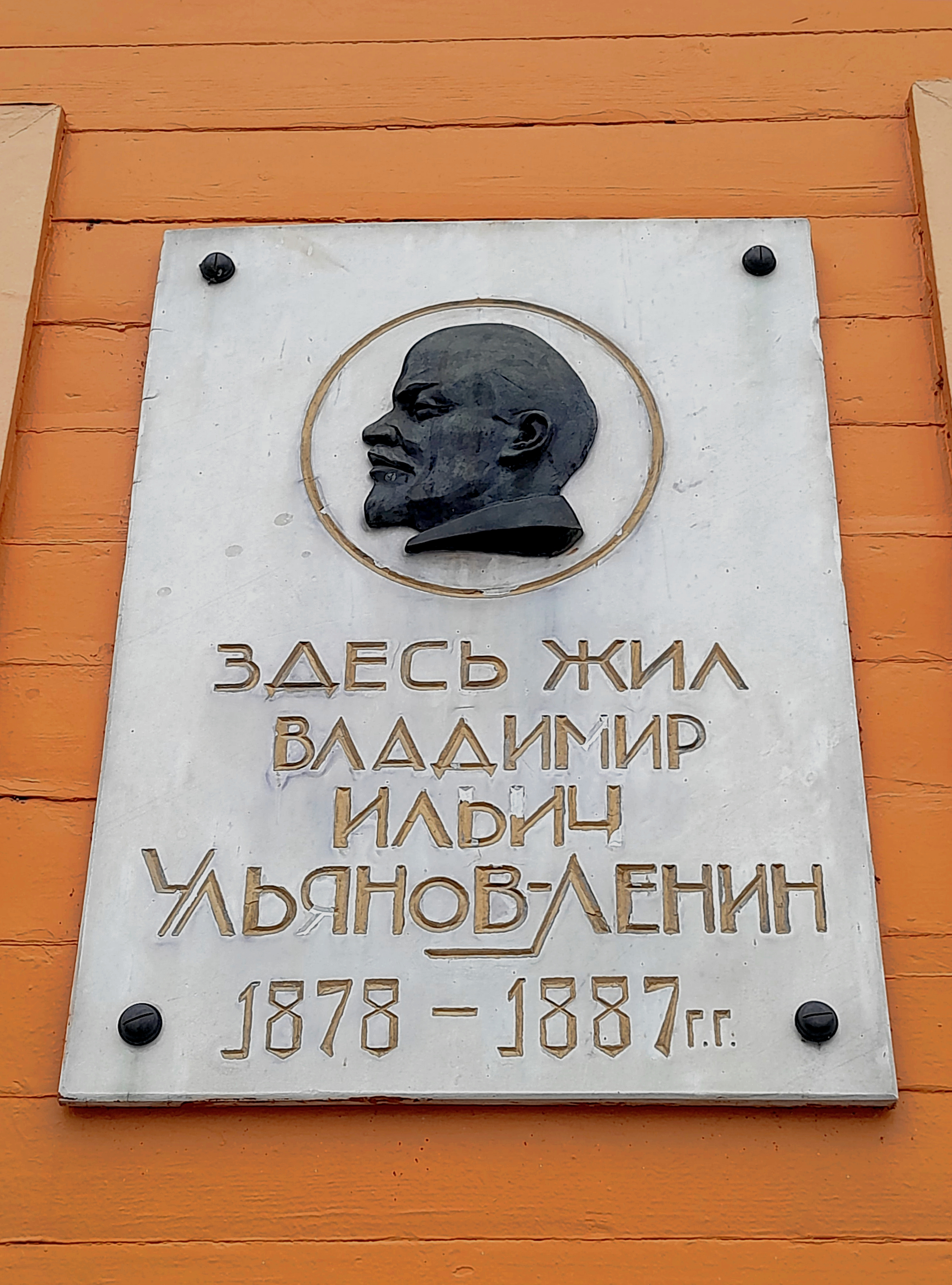
Мемориальная доска на Доме-музее Ленина (худ. А. А. Пластов).
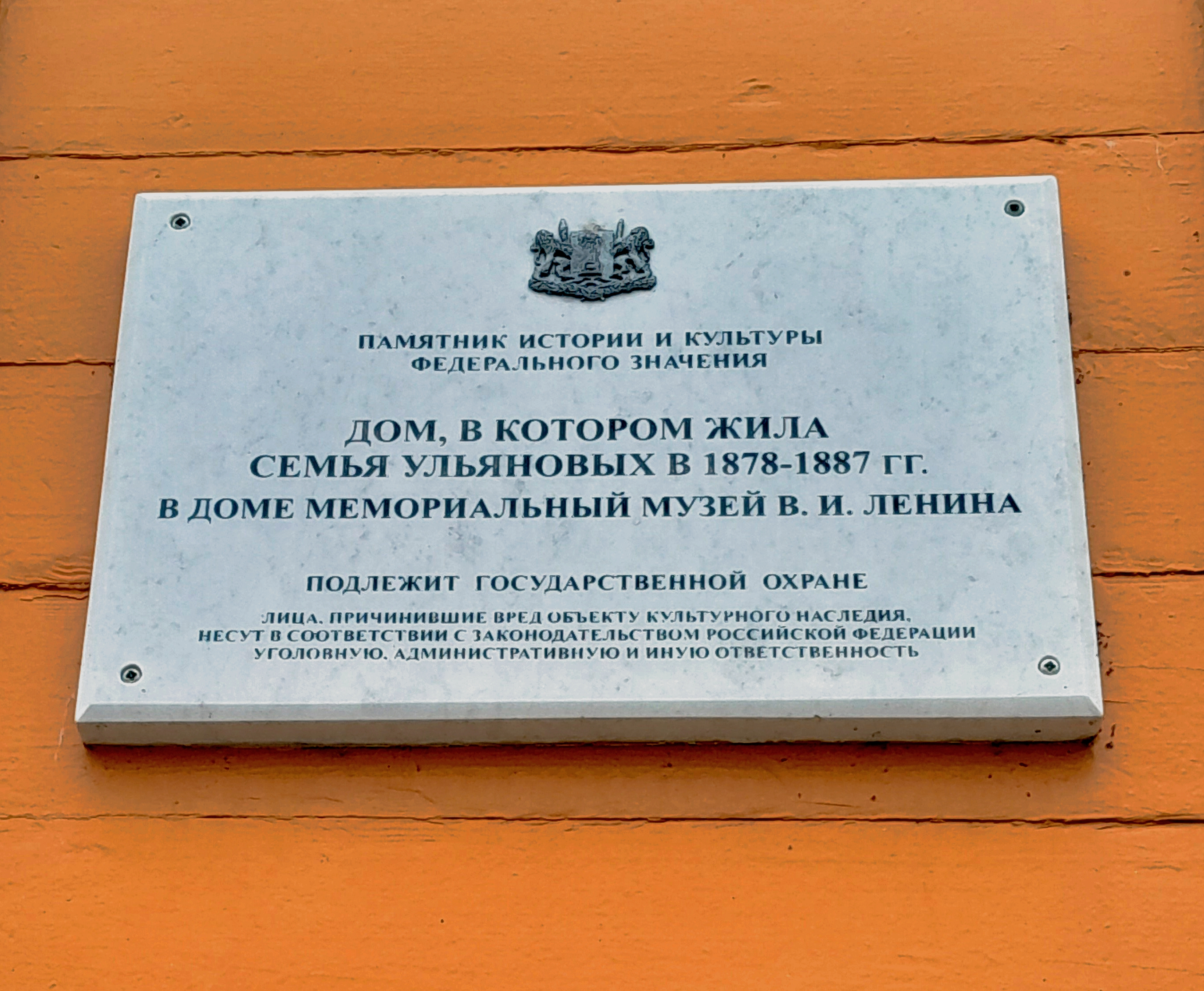
Мемориальная доска на Доме-музее Ленина.
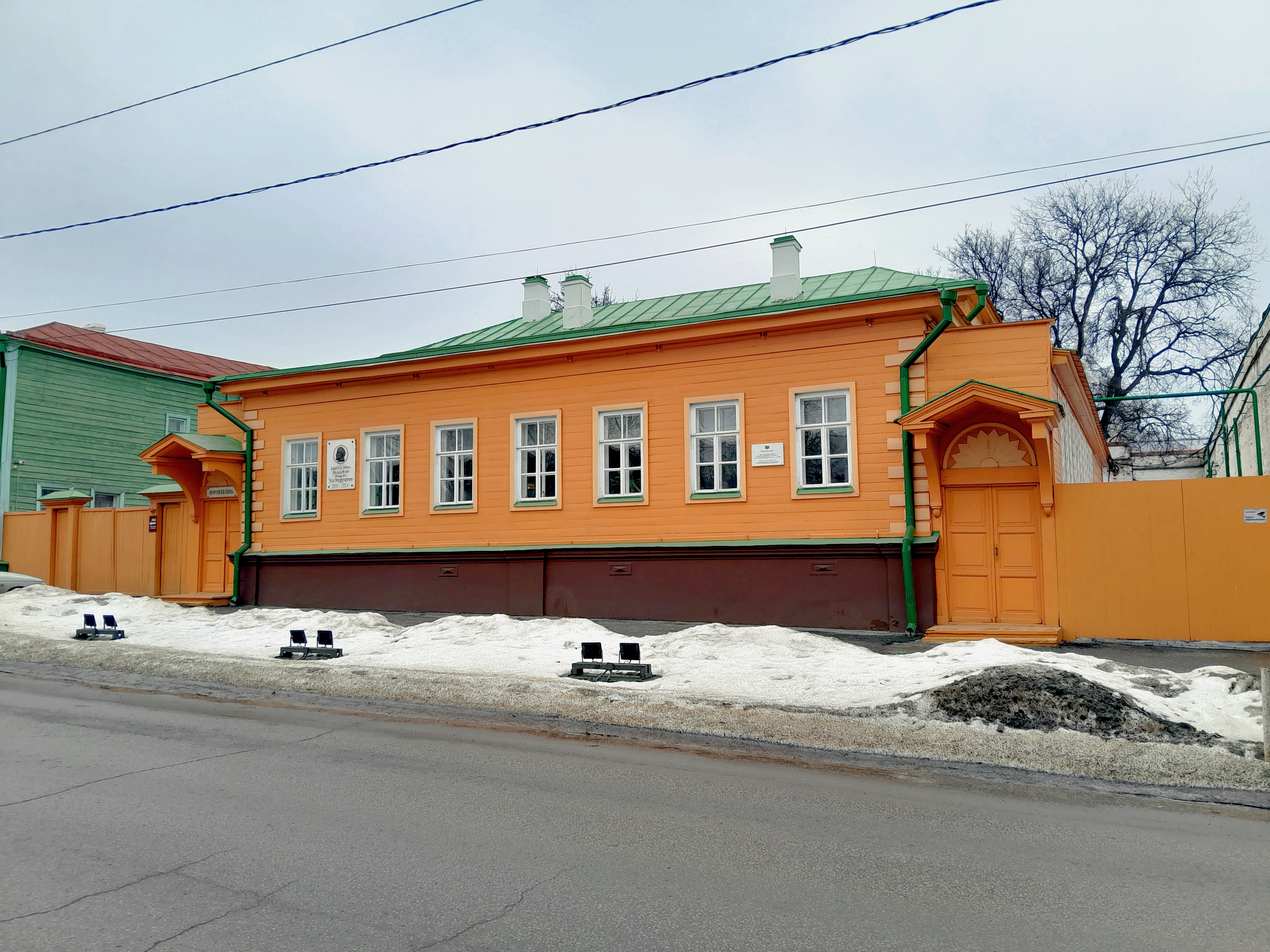
Дом-музей Ленина.
Гостиная.

## Музей в филателии

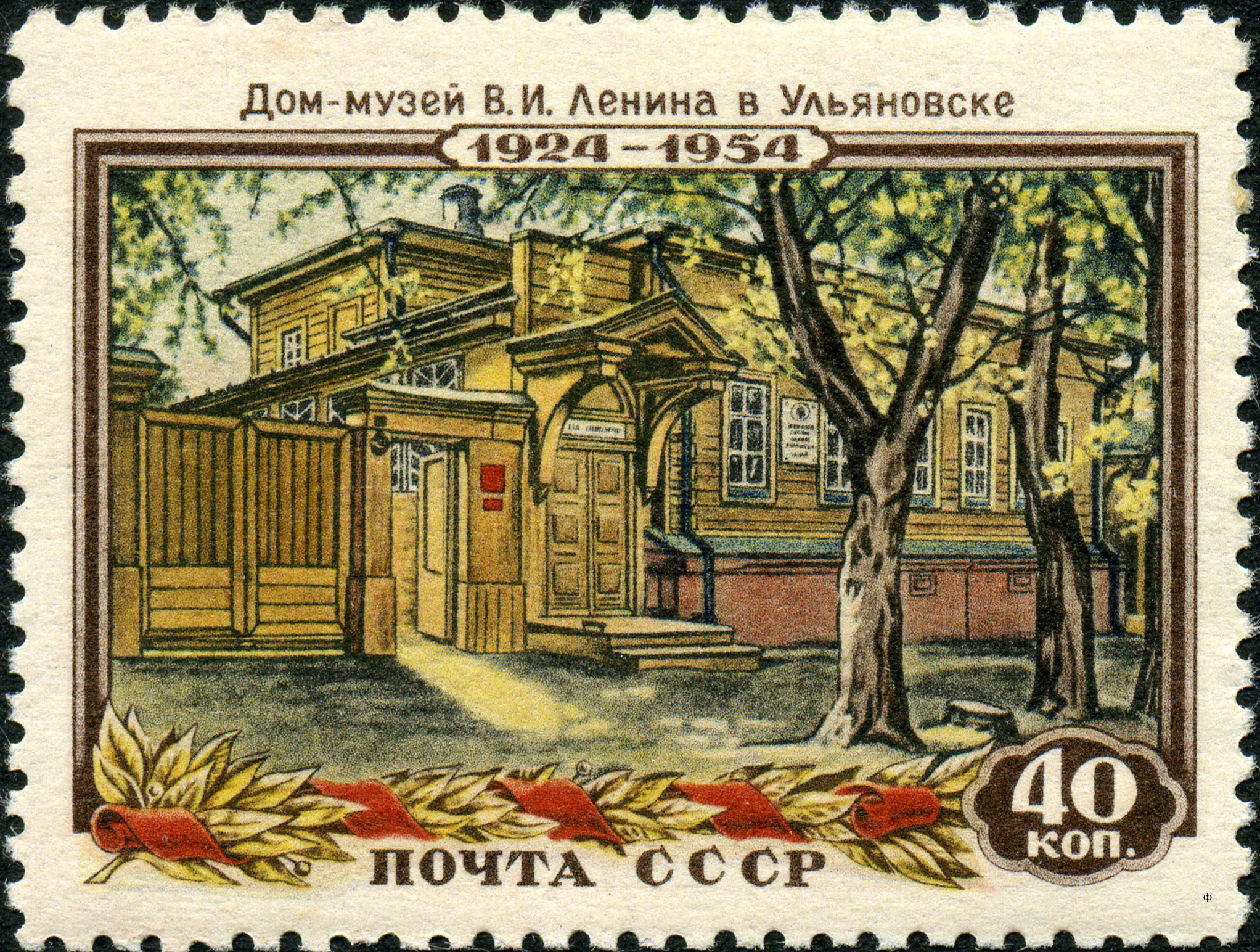
Почта СССР 1954 г. Дом-музей В. И. Ленина в Ульяновске.
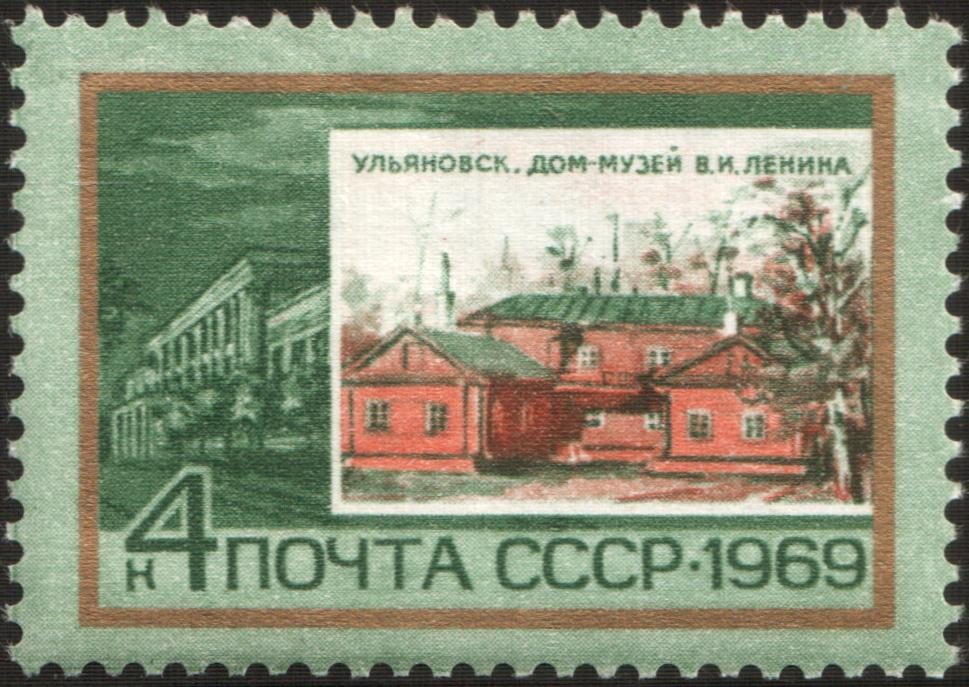
Марка СССР, 1969 г. № 3736 ЦФА. Ульяновск. Дом-музей Ленина.
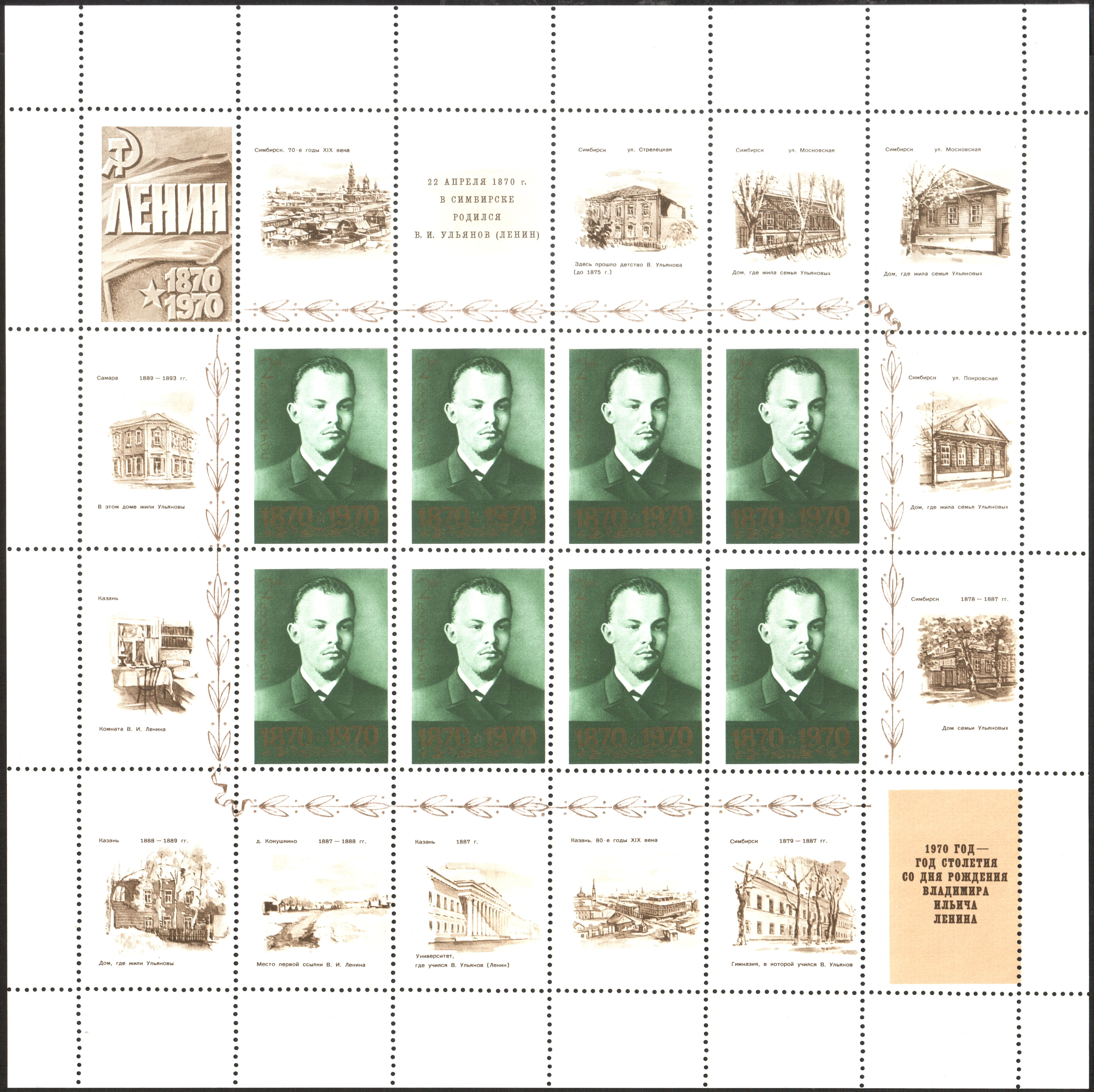
Малый лист. Почта СССР, 1970 г. На одном из купонов — Дом-музей В. И. Ленина.
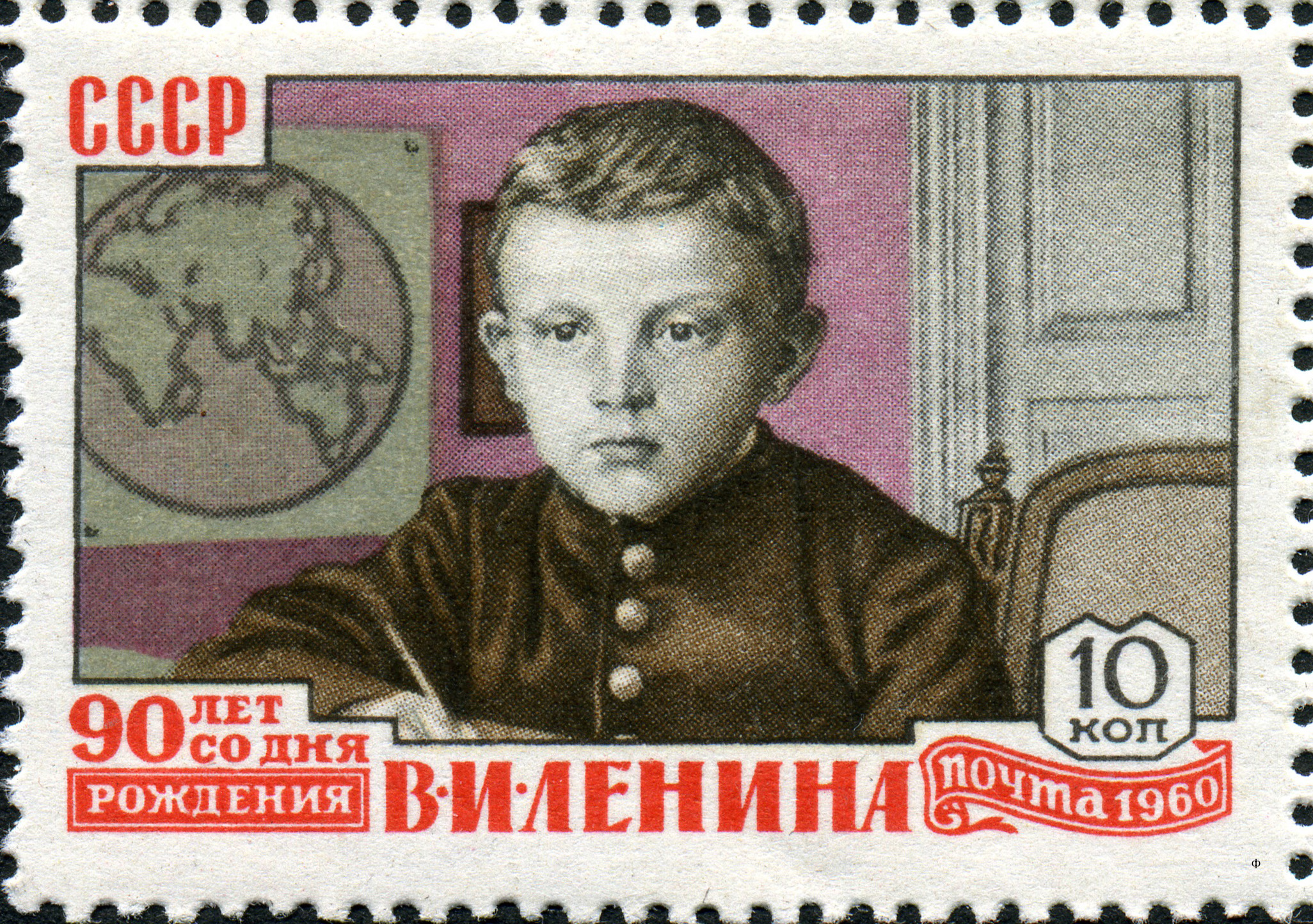
Марка СССР, 1960 г. Ленин-гимназист в своей комнате.
ХК СССР 1973, с надпечаткой «50 лет Дому — музею В. И. Ленина в г. Ульяновске».
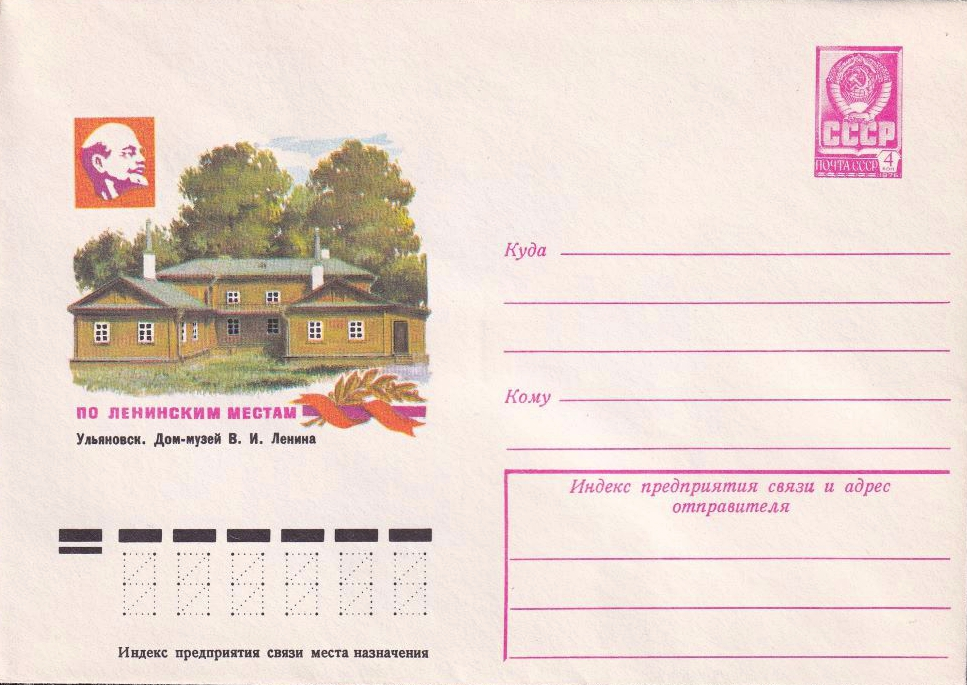
ХМК СССР, 1978 г. Ульяновск. Дом-музей Ленина.
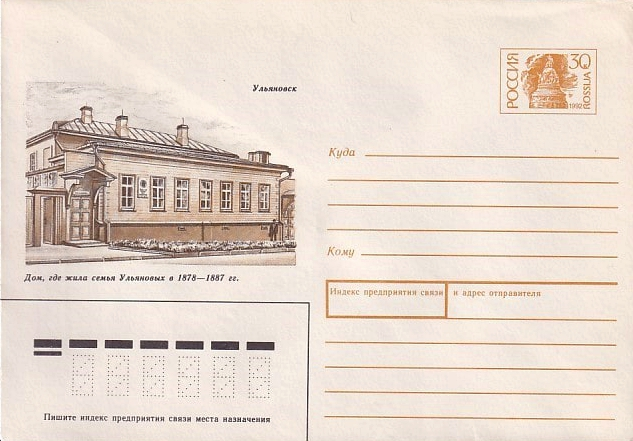
ХМК РФ 1992 г. Ульяновск. Дом семьи Ульяновых.